# Мінервіна
Мінервіна (лат. Minervina; роки життя невідомі) — перша дружина (за іншою думкою, конкубіна) римського імператора Константина Великого. Мала від нього сина Криспа, який носив титул цезаря та був співправителем свого батька.

## Життєпис
Про місце, дату народження й родину Мінервіни немає відомостей. З огляду на її ім'я, вона мала сирійське походження. Початок їхніх з Костянином стосунків прийшовся на період Тетрархії, коли майбутній август перебував при дворі східного імператора Діоклетіана, тим самим служачи гарантією лояльності його батька, Констанція Хлора, що був цезарем на Заході імперії. За найпоширенішою версією, подружжя одружилося приблизно в 303 році, а вже 305 року в них народився єдиний син — Крисп.
Втім, за іншою думкою, відносини Констанина з Мінервіною мали неформальний статус. Це припущення ґрунтується на тому, що в 307 році Константин одружився з Фаустою, дочкою імператора Максиміана. Укладення цього шлюбу затверджувало претензії Костянтина на владу шляхом зміцнення міждинастійних зв'язків (саме так, кілька років до того вчинив Констанцій Хлор, розлучившись з матір'ю Констанина Оленою, та взявши заміж іншу доньку Максиміана Теодору). Згідно з тодішніми законами, задля одруження з Фаустою Константин мав спершу розлучитися з Мінервіною, але жодних документів, підтверджуючих це, не зберіглося.
Втім, на момент одруження з Фаустою Мінервіна могла вже померти, тому жодних дозволів на розлучення Константин не потребував. Так чи інакше, після наступного одруження Константин не покинув свого первістка Криспа. Натомість  багато тогочасних джерел відверто вказують на любов Константина до сина, вчителем якого став Лактанцій — один з найвидатніших християнських письменників того часу. За кілька років Крисп став співправителем свого батька та розглядався як найімовірніший його наступник, однак у 326 році за нез'ясованих обставин Константин несподівано стратив Криспа.